# Bernard Toone
Bernard Toone (Yonkers, 14 luglio 1956 – Yonkers, 9 luglio 2022) è stato un cestista statunitense, professionista nella NBA, in Italia e in Venezuela.

## Carriera
Fu selezionato dai Philadelphia 76ers al secondo giro del Draft NBA 1979 (37ª scelta assoluta).

## Palmarès
- Campione NCAA (1977)